# Lamine Camara
Mamadou Lamine Camara (Diouloulou, 1 januari 2004) is een Senegalees voetballer die bij voorkeur als middenvelder speelt. Hij tekende in 2024 voor AS Monaco. In 2022 debuteerde hij voor Senegal.

## Clubcarrière
FC Metz haalde Camara in februari 2023 weg bij AS Génération Foot, waarmee hij in de Senegalese competitie actief was. Op 15 april 2023 debuteerde hij in de Ligue 2 tegen Bordeaux. Op 22 oktober 2023 scoorde hij zijn eerste treffer in de Ligue 1 tegen AS Monaco vanop eigen speelhelft. Op 30 juli 2024 tekende Camara een vijfjarig contract bij Monaco, dat de Senegalese voetballer voor 15 miljoen euro overnam.

## Interlandcarrière
Camara debuteerde in januari 2023 voor Senegal. In december 2023 zat Camara in de Senegalese selectie voor het Afrikaans kampioenschap voetbal 2023.